# 江ノ電バス鎌倉営業所
江ノ電バス鎌倉営業所（えのでんバスかまくらえいぎょうしょ）とは、神奈川県鎌倉市岩瀬にある江ノ電バスの営業所。横浜市戸塚区・栄区内路線と鎌倉市の路線の一部を主に管轄する。営業所を鎌倉市岩瀬に、待機所を戸塚区舞岡町にそれぞれ置く。営業所の最寄りのバス停は平島である。

## 歴史

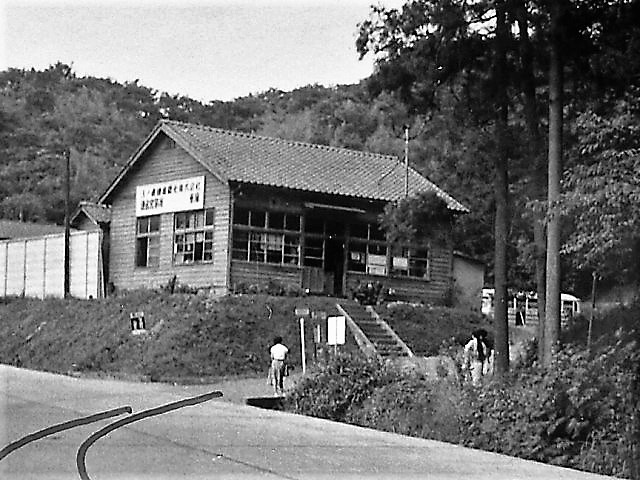
鎌倉営業所裏八幡車庫

- 1951年（昭和26年） : 裏八幡バス停付近の鎌倉市雪ノ下御谷1番地に鎌倉営業所を開設。
- 1962年（昭和37年） : 平島バス停付近の鎌倉市岩瀬下腐土1225番地(現 岩瀬1120番地の2)に大船営業所を開設。鎌倉営業所は大船営業所鎌倉出張所となる。
- 1968年（昭和43年）:  鎌倉出張所を鎌倉営業所に変更。
- 1969年（昭和44年） : 大船営業所内に貸切センターを開設。
- 1971年（昭和46年） : 名称を大船営業所から鎌倉営業所に変更し、路線バス営業所を統合。旧鎌倉営業所は、鎌倉営業所裏八幡車庫に変更。
- 1972年（昭和47年） : 貸切センターを裏八幡車庫に移転。
- 1975年（昭和50年） : 横浜営業所を統合し鎌倉営業所横浜支所とする。
- 1980年（昭和55年） : 鎌倉営業所横浜支所を分離し、再び横浜営業所とする。
- 1986年（昭和61年） : 貸切センターを手広待機所に移転。裏八幡車庫を廃止。
- 1988年（昭和63年） : 横浜市戸塚区舞岡町2982番地の1に鎌倉営業所舞岡待機所を開設。
- 1990年（平成2年） : 戸塚駅東口バスターミナルの整備に伴い、戸塚駅のバス乗り場をそれまでのサンテラス・ユニーの北向かいから変更する。
- 1995年（平成7年） :金井循環線開設。
- 1998年 : 下倉田循環線開設。
- 1999年 : 下倉田花立線延伸。
- 2001年（平成13年） 1月18日 ひかりが丘循環線開設。
- 2005年（平成17年）
  - 日時不明 : 鎌倉湖畔循環線・大船高校線・小袋谷線を手広営業所へ移管。所属車両の音声合成装置化。
  - 11月12日 : 明治学院大学南門線開設。
- 2006年（平成18年） : 新営業所屋落成。
- 2007年（平成19年）12月1日 : 株式会社江ノ電バス横浜発足。江ノ島電鉄から路線移管をうけ、当所は江ノ電バス横浜の鎌倉営業所となる。
- 2008年（平成20年）9月13日 : 管内でPASMO稼動開始。これに伴い、江ノ電バス横浜から旧型運賃箱が完全消滅した。[要出典]
- 2012年（平成24年）: 戸塚駅〜明治学院大学南門間に急行便新設。
- 2013年（平成25年）: 平島〜明治学院大学南門〜戸塚駅（一部、神奈中バス停使用）開設[2]。
- 2014年（平成26年）: 北本郷台〜小菅ヶ谷北公園延伸。（北本郷台線の折返し場にバス停を新設）
- 2019年（平成31年/令和元年）
  - 4月1日 : 江ノ電バス横浜が合併により江ノ電バスとなり、同社の営業所となる。
  - 12月1日 : すべての路線に系統番号を付加[3]。
  - 12月16日 : 乗務員の不足に伴う大規模なダイヤ改正を実施。「Y2: 大船駅 - 上大岡駅 - 蒔田駅前 - 日ノ出町駅 - 横浜駅東口」「Y3: 栗木 - 上大岡駅 -（経由はY2と同様）- 横浜駅東口」線と「G1: 上永谷駅 - 日限山 - 京急ニュータウン」線を廃止し、横浜駅、上永谷駅への乗り入れ路線が消滅となる。
- 2020年（令和2年）6月27日 : 大船駅方面の笠間一丁目バス停を廃止。
- 2023年（令和5年）4月6日 : H2系統を廃止。
- 2024年（令和6年）3月16日 : 同年4月施行の「自動車運転者の労働時間等の改善のための基準」の改正による慢性的な乗務員不足により、管内多くの路線で始終発時刻の繰り上げを実施。

## 概要
鎌倉営業所とはいうものの、実際には横浜市内の路線が殆どである。営業エリア内には、古くからの集落に加え横浜市南部の丘陵地帯を造成して建設された団地・住宅地が多い。所管系統の殆どはターミナル駅と団地・住宅地を結ぶものであるが、大船駅と上大岡駅を結ぶ長距離系統や、本郷台駅から鎌倉駅へ向かう路線もある。メインターミナルは戸塚駅と大船駅である。
均一運賃エリアである戸塚区舞岡地区や横浜市中心部への乗り入れ路線があることと、ラッシュ時は乗客を短時間で降車させるのに便利なことから、運賃対キロ変動性の区間が多いものの、乗降方式は前乗り・運賃先払い（信用乗車方式）が採用されている。
2005年には横浜環状南線建設に伴い、当営業所が面する環状4号線道路拡張工事のため敷地を後退させたことで、減車を余儀なくされた。そのため、それまで所管していた鎌倉湖畔循環線・大船高校線・小袋谷線を、一部車両と共に湘南営業所へ移管させた。
車庫は平島のみであるが、戸塚区舞岡町に待機所が置かれ、戸塚方面の運用に就くバスの休憩・待機に使用されている。

## 所管系統

### 上大岡線
- 船05：大船駅東口ターミナル - 笠間十字路 - 天神橋 - 日野 - 上大岡駅前

横浜営業所と共管。なお、鎌倉営業所の本数は少なく、主な運行の担当は横浜営業所である。詳細は江ノ電バス横浜営業所を参照。

### 鎌倉 - 大船線
- N2：鎌倉駅 - 建長寺 - 北鎌倉駅 - 常楽寺 - 大船駅東口交通広場
- A21 : 鎌倉駅 ← 建長寺 ←北鎌倉駅 ← 常楽寺 ← 大船駅東口交通広場 ← 笠間十字路 ← 栄警察署前
- K4：鎌倉駅 - 建長寺 - 北鎌倉駅 - 勤労会館 - 大船駅 - 笠間十字路 - 本郷台駅

鎌倉駅から県道21号を経由して大船駅までを結ぶ路線群である。全区間で横須賀線と並走するものの、沿線には鶴岡八幡宮や建長寺・明月院といった観光施設が多く存在するため、平日よりも土休日の方が運行本数が多いのが特徴である。大船駅発着のN2系統が主体として運行されており、A21・K4は入出庫を兼ねた運行となっているため、片方向一日数本のみの設定である。K4系統のみ大船駅 - 小袋谷間で異なる経路を取る。N2系統は湘南営業所との共管となっているほか、横浜営業所管轄の上大岡 - 鎌倉線も並行して運行されている。

### 大船 - 笠間十字路 - 平島線
- N45：大船駅 - 笠間十字路 - 平島

笠間十字路経由便は上大岡線、上大岡ー鎌倉線と全区間同一の経路を辿る。大船駅側の起終点は、東口交通広場(ルミネ側)と東口ターミナルの二つがあり、出庫後や入庫前の運用により使い分けられていた。東口交通広場発着便はひかりが丘循環線の小型車も使用されていたが、2020年6月27日ダイヤ改正によるひかりが丘循環便の乗り場変更に伴い、休日に1本、かつ東口交通広場発のみとなった。

### 大船 - 常楽寺 - 平島線
- N59：平島 → 岩瀬 → 常楽寺 → 大船駅

出入庫系統の殆どは上記の笠間十字路経由であるが、土休日の早朝のみ岩瀬経由便が1本運行されている。笠間十字路経由とは経路が全く異なり、鎌倉女子大前→砂押橋間は当系統のみの独自経路を通る。

### 戸塚線
- T4：大船駅東口 - 笠間十字路 - 飯島 - 飯島上町 - 長沼 - 南谷 - 下倉田 - 戸塚駅
- T41：南谷 → 下倉田 → 戸塚駅
- T43：飯島上町 → 飯島 → 笠間十字路 → 大船駅東口

東海道本線の線路沿いに運行される路線。戦後江ノ電がバス事業を再開して以来の幹線である。駅間を結び、県道203号線の小菅ケ谷町以北の区間が沿線人口が多いことから、終日利用者が多い。日中は全区間通し便が1時間に4本（15分間隔）運行されている。区間便となるT41およびT43の各系統は朝のみ運行されている。

### 平島 - 戸塚線
- T45：平島 - （復路のみ）笠間十字路 - 飯島 - 飯島上町 - 長沼 - 南谷 - 下倉田 - 戸塚駅
- T49：平島 - 本郷台駅 - 本郷台中央公園 - 飯島上町 - 長沼 - 南谷 - 下倉田 - 戸塚駅

戸塚線に付随した、戸塚駅発着各路線の出入庫便であり、飯島・笠間十字路経由便には、平日・土曜に往路のみ深夜バスが設定されている。なお、平島方面の笠間十字路は降車専用であり、逆方向は笠間十字路バス停を経由せずにそのまま戸塚方面へと向かう。

### 北本郷台線
- H1：本郷台駅 - 本郷台中央公園 - 野村本郷台 - 北本郷台 - 小菅ケ谷北公園

本郷台駅近郊の短距離路線。終点付近の野村本郷台住宅は、「本郷台」という地域名の元祖である。小型車か中型車で運行される。日中以降は1時間に2本（30分間隔）運行されている。なお、京急ニュータウンバス停及び舞岡公園は至近距離であり、徒歩5分程度で、T6系統や神奈中・東12系統、横浜市営・45系統に、見晴台バス停からT2系統(見晴橋バス停)に乗り替えることが可能である。
2014年10月11日に北本郷台 - 小菅ケ谷北公園（北本郷台折返所）間が延伸された。

### 飯島団地線
- T1：戸塚駅 → 下倉田 → 南谷 → 長沼 → 飯島団地入口 → 飯島団地 → 学校下 → 長沼 → 南谷 → 下倉田 → 戸塚駅
- T1：戸塚駅 → 下倉田 → 南谷 → 長沼 → 飯島団地入口 → 飯島団地 → 学校下
- T1：飯島団地入口 → 飯島団地 → 学校下 → 長沼 → 南谷 → 下倉田 → 戸塚駅

戸塚駅と栄区北部の飯島団地とを結ぶ路線。大船駅、本郷台駅、戸塚駅にも一定の距離があるという土地の性質上、終日利用者は多い。日中は1時間に4本（15分間隔）運行されている。戸塚駅 - 長沼間は戸塚線と同一ルートである。末端部でバケット状に循環運行しており、区間便も存在する。平日には深夜バスが多く運行される。

### 下倉田花立線
- T2：戸塚駅 - 下倉田 - 下倉田中央 - 下倉田花立 - 見晴橋

日中は1時間に4本（15分間隔）運行されている。元は下倉田花立での折返しであったが、下倉田花立付近で通行する環状3号線が延長開通した際に、見晴橋まで延長された。基本的には見晴橋での折り返し運行であるが、見晴橋で環状3号線と交差する道路が環状4号線（鎌倉街道）の公田まで通じており、回送で平島車庫と往復することもある。

### 明治学院大学南門線（幸ヶ丘線）
- T8：戸塚駅 - 日立和敬寮前 - 実方塚 - 明治学院大学正門 - 明治学院大学南門
- T8：戸塚駅 ← 日立和敬寮前 ← 実方塚 ← 明治学院大学正門 ← 遠望橋
- T85：戸塚駅 - 日立和敬寮前 - 実方塚 - 明治学院大学正門 - 明治学院大学南門 - 地球市民プラザ（本郷台駅）- 平島
- T81：戸塚駅 -（急行）- 明治学院大学正門 - 明治学院大学南門
- T89：戸塚駅 -（直行）- 明治学院大学南門（不定期）

2005年11月12日に運行を開始した路線。その名の通り大学関連輸送がメインであり、学校の行事や休日によってダイヤが異なってくるが、基幹系統であるT8・T85系統は概ね平日日中は1時間に4 - 5本の間隔、土休日は終日1時間に4本の間隔で運行されている。
遠望橋始発便は2022年9月20日のダイヤ改正で新設された系統で、明治学院大学南門の一つ戸塚駅寄りである遠望橋を始発とし、遠望橋以西からの着席需要に応えている。
急行便は平日の大学開講期間にのみ運行されており、途中明治学院大学正門にのみ停車する。2021年4月より大学方面に急行便の運行が開始されたが、戸塚駅の乗り場が普通便とは分けられており、急行便は交通島（中州）と呼ばれる従来は降車パースであった場所にポールを新設しそこからの乗車となる。大学向けは1・2限開始時である8・10時台は2 - 3分間隔で、3・4限開始時である13・14時台は4 - 10分間隔で運行される。戸塚駅向けは11時台から19時台まで不均等に運行されているが、授業終了時刻に合わせて運行本数が増え、利用が集中する4限終了時（17時前）は2 - 5分間隔で運行される。
2013年2月12日，一部の便（平日6便，土休日7便）が平島まで延伸した。現在では平日1 - 2本/h、土休日1本/h運行されている。なお、地球市民プラザ停留所は本郷台駅の最寄り停留所となっている。バス停の由来は、横浜市にある国際交流施設あーすぷらざである。
また、T85系統は西谷戸～地球市民プラザ間で神奈中138・139系統と並走している。

### 小田急分譲地線
- T7：戸塚駅 → 日立和敬寮前 → 小田急分譲地中央 → 第一公園前 → 日立和敬寮前→戸塚駅
- T7：戸塚駅 → 日立和敬寮前 → 小田急分譲地中央 → 第一公園前

明治学院大学南門線開業前は明治学院大学循環線と称し、明治学院大学横浜キャンパスへのアクセス路線であった。2005年11月12日の明治学院大学南門線開業に合わせ、路線名を小田急分譲地線に変更した。現在は、朝夕は毎時3本（20分間隔）、日中は毎時2本（30分間隔）運行されている。また、2007年頃から横浜営業所と共管になったが、当時鎌倉営業所はPASMO非対応だったため、横浜営業所の車両の「PASMO」ステッカーは「共通定期券取扱車」に張り替えられた。2013年現在は再び鎌倉営業所の単独運行になっている。
第一公園発着は2020年6月27日のダイヤ改正で新設。平日のみの運行。18時台に1本のみ運行されている。終点の第一公園前に到着後、平島車庫へ回送される。なお、2014年5月のダイヤ改正までは大型車が運行していたが、ダイヤ改正後は主に日中において下倉田循環線と同じ中型車での運行が増えている。

### 舞岡台線
- T5：戸塚駅 → 道岐橋 → 舞岡高校前 → 舞岡台 → 公園前 → 坂下口 → 舞岡台 → 舞岡高校前 → 道岐橋 → 戸塚駅
- T5：戸塚駅 → 道岐橋 → 舞岡台 → 公園前 → 坂下口
- T5：公園前 → 坂下口 → 舞岡台 → 道岐橋 → 戸塚駅

戸塚駅から地下鉄舞岡駅（道岐橋停留所）を経由し、舞岡台付近を循環する路線である。日中は1時間に3本（20分間隔）運行されている。坂下口止まりの区間便は、方向幕を装備の車両は「舞岡台」と表示されていた。

### 戸塚駅 - 舞岡高校線
- T55：戸塚駅 -（直行）- 舞岡高校

平日の通学時間帯に運行される。

### 京急ニュータウン線
- T6：戸塚駅 - 道岐橋 - 日限山 - 京急ニュータウン
- T61：戸塚駅 ← 道岐橋

戸塚駅と京急ニュータウンを結ぶ路線。京急ニュータウンに乗り入れるバス路線で最も本数が多い。平日の日中は1時間に3本（20分間隔）、土休日の日中は1時間に4本（15分間隔）運行されている。日限山〜京急ニュータウンの区間では横浜市営・45系統、神奈中・東12系統と並走しており、バス停の仕様も横浜市営仕様になっているのが特徴である。道岐橋始発便は2020年6月27日のダイヤ改正で新設された。
なお、G1系統廃止前は、G1系統とペアで運行されることが多かった。

### 下倉田循環線
- T3：戸塚駅 → 下倉田 → 下倉田中央 → 下倉田南→ちからいし→下倉田→戸塚駅
- T3：下倉田南 → ちからいし → 下倉田 → 戸塚駅
- T3：戸塚駅 → 下倉田 → 下倉田中央 → 下倉田南 → ちからいし

鎌倉営業所初のミニバス運行路線として開設された。概ね1時間に1 - 2本運行されている。循環便のほか、区間便も設定されている。乗客が多いこともあり、2002年頃以降は原則として中型車のみで運行されている。

### ひかりが丘循環線
- N8：大船駅 → 笠間十字路 → 飯島中学校前 → ひかりが丘西 → 笠間十字路 → 大船駅
- N8：大船駅 → 笠間十字路 → 飯島中学校前 → ひかりが丘西
- N8：飯島中学校前 → ひかりが丘西 → 笠間十字路 → 大船駅

2001年1月18日に開設された路線。ミニバスで運行。戸塚線の支線的な位置づけながら、大船駅のターミナルは2020年に変更されるまで、長らく東口交通広場であった。循環便のほか、朝・夜など出入庫時に設定されている区間便が存在する。
2020年6月27日のダイヤ改正によって、起終点が大船駅東口交通広場（ルミネ側）から大船駅東口バスターミナルへと変更された。

## 臨時運行路線

### 戸塚線
- ST9 : 戸塚駅 - 南谷 - 飯島 - 笠間十字路 - 大船駅東口 - 勤労会館 - 北鎌倉駅 - 鎌倉八幡宮

戸塚線（T4系統）を鎌倉八幡宮まで延長したものである。正月三が日のみ運行される。三が日の間の日中は全ての便が八幡宮まで直通し、通常のT4系統は朝・夕方以降のみの運行となる。
なお、2025年の三が日は、乗務員不足等を理由にして、運行を行わなかった。このときは、バス停にその旨の張り紙がされた。

## 廃止路線

### 本郷台駅 - 平島 - 本郷台線
- 本郷台駅 - 栄区役所 - 平島 - 飯島 - 飯島東公園 - 本郷台駅（栄区役所循環）
廃止時期・運行形態等不詳（1990年代前半までに廃止）。
- 本01:本郷台駅→栄区役所前→平島→田谷→金井高校前→柏尾川大橋→長沼→飯島上町→本郷台駅

横浜市による政策路線として1995年に開設された循環系統。神奈川中央交通との共同運行だった。一般車両での運行が大半であったが、晩年は小型車（こまわりくん）、中型車が運用に入ることも間々あった。またこの路線の方向幕には神奈中の系統番号である「本01」を表示した。2008年（平成20年）12月26日に廃止。

### 大船駅 - 飯島 - 戸塚駅線
- 大船駅→仲宿→飯島→南谷→戸塚駅

廃止時期不詳（1980年ごろに廃止）。大船駅東口バスターミナル整備前の戸塚線の運行形態。笠間十字路から大船駅は現在と同じ経路、大船駅から笠間十字路が上記経路での運行形態であった。

### 戸塚ダイエー線
- 戸塚線：戸塚ダイエー - 戸塚駅 - 飯島 - 大船駅
- 飯島団地線：戸塚ダイエー - 戸塚駅 - 飯島団地
- 舞岡台線：戸塚ダイエー - 戸塚駅 - 舞岡台

いずれの路線も詳細な廃止時期不詳であるが、1980年代後半 - 1990年代前半までに廃止されている。

### 横浜駅 - 大船駅 - 鎌倉駅線
- 横浜駅（東口）- 日の出町 - 吉野町3丁目 - 上大岡駅 - 天神橋 - 平島 - 大船駅 - 常楽寺 - 北鎌倉駅 - 八幡宮前 - 鎌倉駅
- 横浜駅（東口）- 日の出町 - 吉野町3丁目 - 上大岡駅 - 天神橋 - 平島 - 大船駅 - 常楽寺 - 北鎌倉駅 - 八幡宮前 - 鎌倉駅 - 江ノ島

横浜営業所と共管であり、夜間に数本鎌倉駅 - 弘明寺止まりもあったほか、横浜市内で急行運転を行っていたとの記録も残っている。横浜市営地下鉄の工事開始とほぼ同時期に、鎌倉駅 - 上大岡駅と大船駅 - 横浜駅（東口）に分割された。

### 鎌倉駅 - 台 - 大船駅線
- 鎌倉駅 - 明月院 - 北鎌倉駅 - 台 - 弥田 - 富士見町 - 大船駅（東口）

廃止時期不詳

### 鎌倉駅 - 大境線
- 鎌倉駅 → 由比ヶ浜 → 極楽寺 → 稲村ヶ崎駅入り口 → 大境（帰路は江ノ電長谷駅→六地蔵経由で運行）

廃止時期不詳

### 渋谷駅 - 江ノ島線

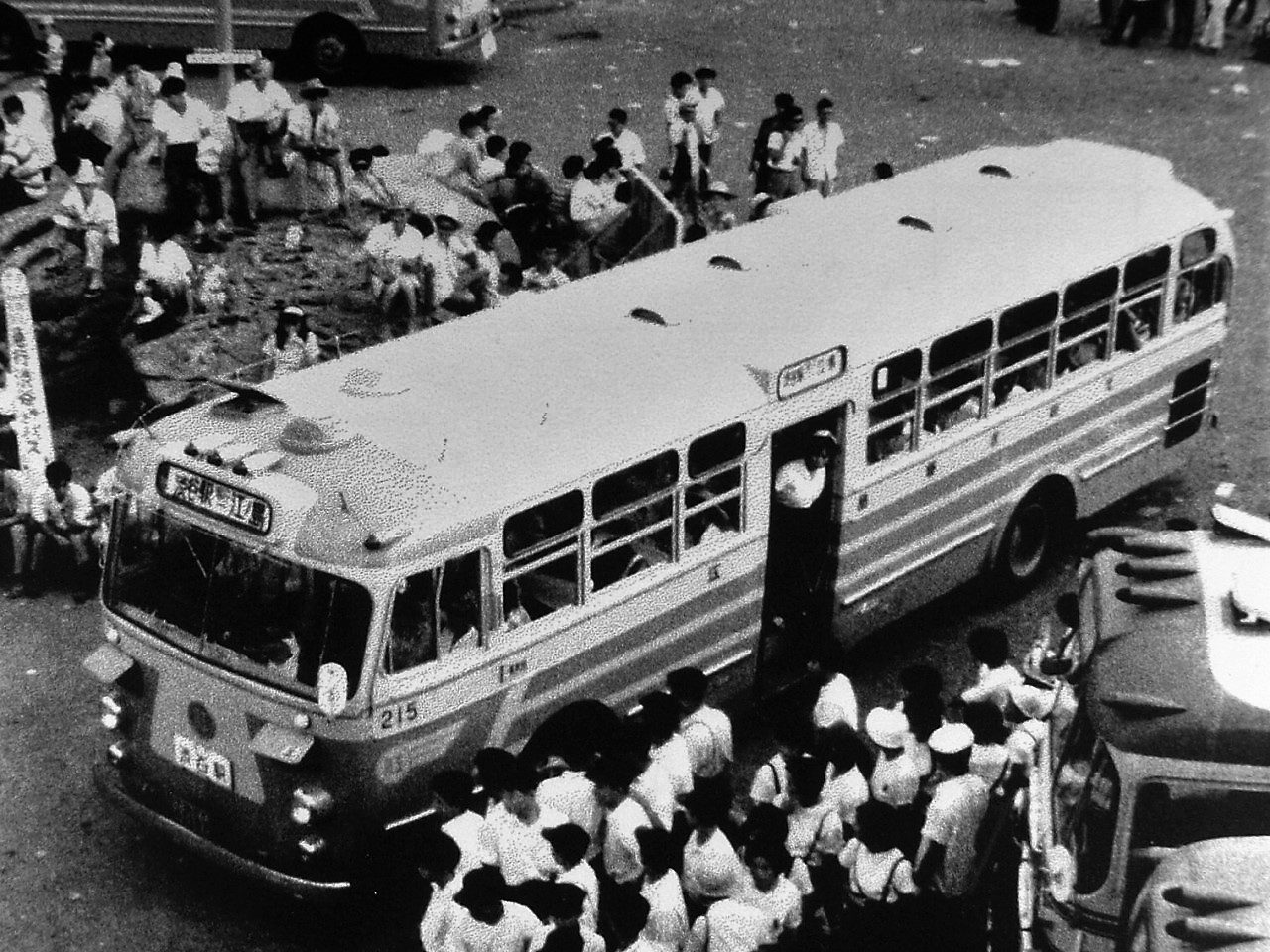
繁忙期の7月、江ノ島駐車センターを発車直前の急行渋谷駅行。ドアステップには車掌の姿が見える。手前の集団は次の便を待つ乗客。
車両はふそうR470ロマンスシート車 (1960年式 社番215)

- 渋谷駅南口 - 江ノ島（急行運転） 東京急行電鉄（現・東急バス）目黒営業所・藤沢営業所との共同運行

1954年（昭和29年）運行開始。当初は高速道路がなかったため、渋谷駅から上馬まで玉川通り、上馬から馬込まで環七通り、馬込から横浜まで第二京浜国道を走り、横浜駅からは上述の大船・鎌倉経由江ノ島線と同じルートを走った。その後、第三京浜道路の開通で乗せかえとなって途中ノンストップに変わったが、末期には瀬田営業所への停車が追加されていた。最盛期の1960年代には夏季に大幅増発が実施され、貸切車も含めた前扉ロマンスシート車、中扉ロマンスシート車が総動員されていた。
1974年（昭和49年）6月30日限りで廃止。

### 上永谷駅 - 京急ニュータウン線
- G1:上永谷駅 - 日限山 - 京急ニュータウン

全区間で横浜市営バス45系統（洋光台駅前・港南台駅前・上永谷駅前 - 京急ニュータウン）、神奈中バス東12系統（東戸塚駅東口 - 京急ニュータウン）と並走していたが、共通定期券は取り扱われなかった。また、戸塚駅発のT6系統とペアで運行されることが多かった。2019年12月16日のダイヤ改正で廃止された。運行最末期の2019年12月には「G1」という系統番号が付番されていた。

### 横浜駅線
- Y2：大船駅東口ターミナル - 笠間十字路  - 天神橋 - 日野 - 上大岡駅前 -蒔田駅前- 日ノ出町駅前 - 野毛大通り-横浜駅

大船駅より鎌倉街道を北上する長距離系統である。平日は1日3往復、土・休日は1日6往復と平日ダイヤよりも土・休日ダイヤの方が運行本数が多い。上大岡駅以北の江ノ電バスは横浜営業所が担当するY3系統を中心に運行されており、ルートも栗木線と同一である。2019年12月16日のダイヤ改正で、栗木線と共に廃止された。この系統と横浜営業所担当のY3系統の廃止により、江ノ電バスの横浜駅乗り入れは廃止となった。運行最末期の2019年12月には「Y2」という系統番号が付番されていた。

### 小田急分譲地線
- T7：自治会館前→小田急分譲地中央→第一公園前→日立和敬寮前→戸塚駅

2020年6月27日のダイヤ改正で平日のみ、始発の1便を戸塚駅発着の循環便から変更する形で新設。その後、2020年8月17日のダイヤ改正で再び戸塚駅発着の循環便へ変更され、運行系統が消滅した。

### 本郷台 - 飯島団地線
- H2：平島 → 本郷台駅 → 飯島上町 → 長沼 → 飯島団地入口 → 飯島団地 → 学校下 → 長沼 → 飯島上町 → 本郷台駅 → 平島

本郷台駅・区役所・病院等と飯島団地を結ぶ路線。主に日中に運行されていた。行先表示は「飯島団地」のみであり、循環であるという案内は一般客向けには行われていなかった。2023年4月6日のダイヤ改正で利用客減少を理由に廃止され、代替としてT45・T49系統が増便された。この系統の廃止にともなって、長沼停留所4番乗り場（スーパーマーケット三德長沼店駐車場、正面から見て左手の電柱のところ）のポールとベンチ（大船住研の広告つき）が撤去された。団地方面から、長沼町内会館前信号を右折する路線がなくなったためだ。

## 車両

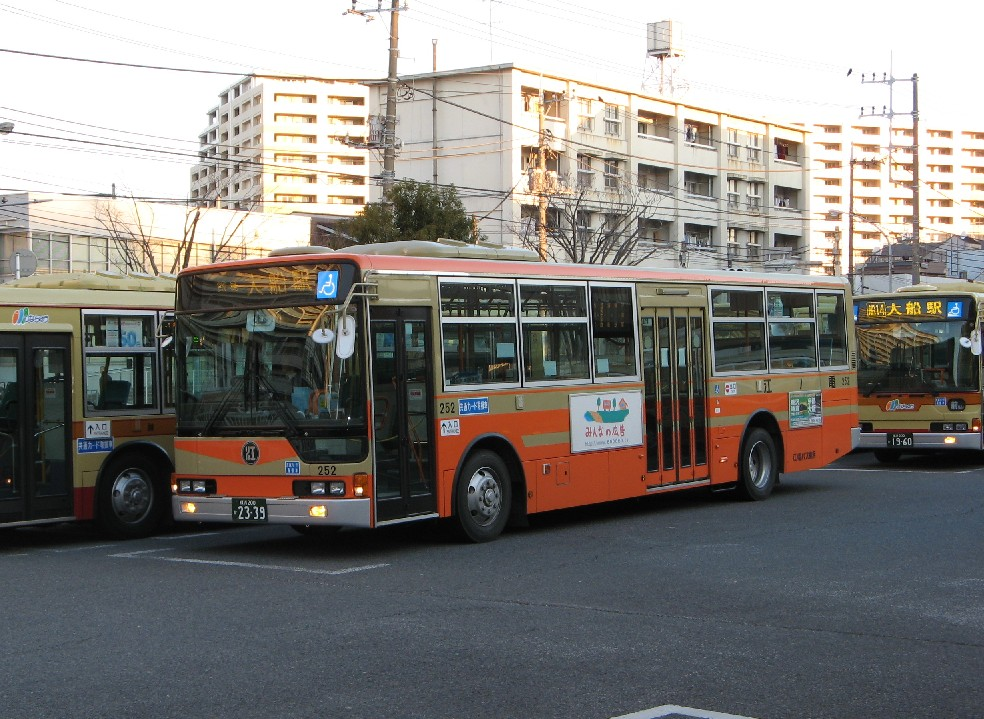
鎌倉営業所の車両。江ノ電においては長尺4枚折戸車は鎌倉営業所のみ配置

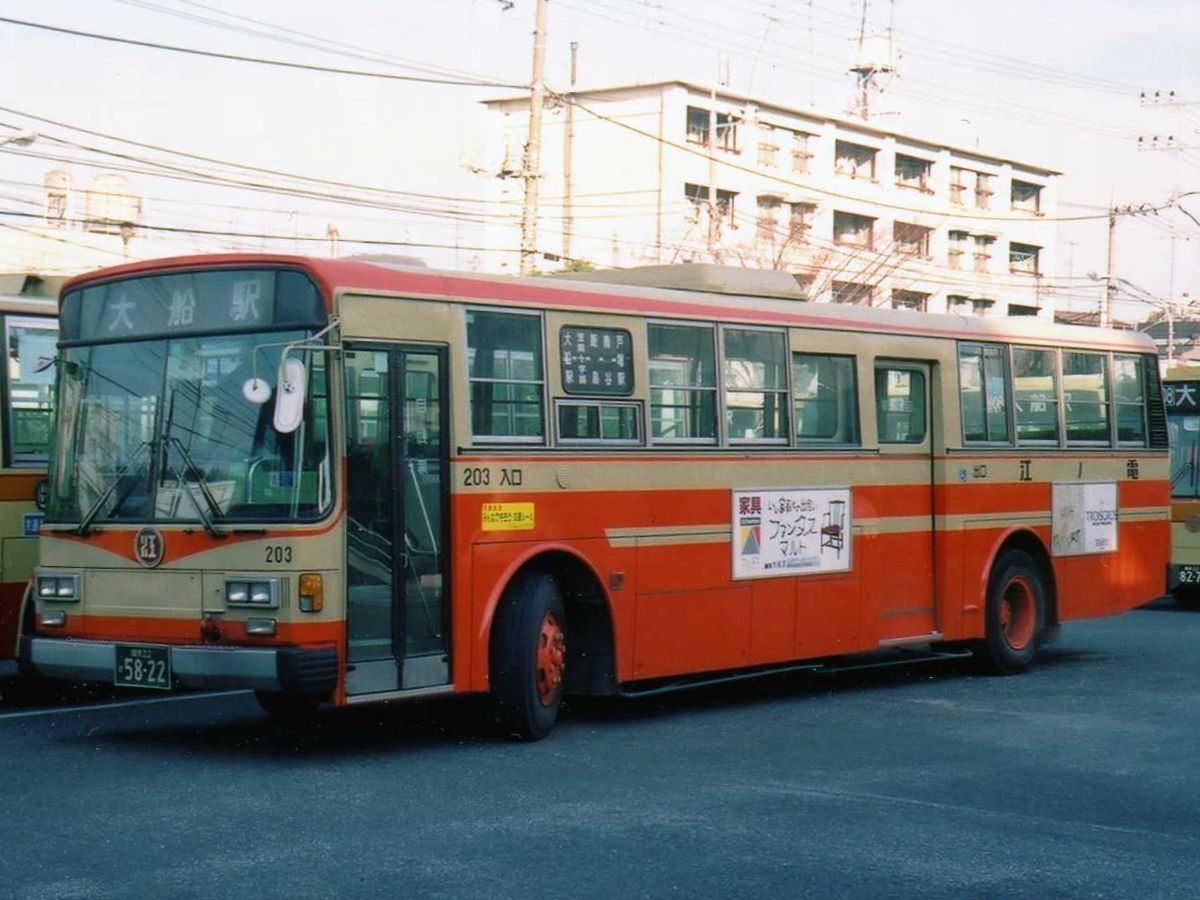
富士重工車体を架装した三菱ふそうP-MP218P 203号車（既に廃車）

所属車両に付けられる三桁の社番は、頭が2番台。ただし、2024年、同社湘南営業所より移籍の103号車については、鎌倉営業所の所属であるが、改番は行なっていない。かつて大船営業所と鎌倉営業所が統合される以前(前述の沿革参照)は大船が2番台、鎌倉が5番台だった。大型車は殆どが三菱ふそう製で、94年度導入車までのボディは富士重工製。以降は三菱純正である。2005年より、ノンステップ車PJ-MP37JMが導入されていたが、2007年、長尺車（後扉は四枚折戸）が約9年ぶりにワンステップ仕様で導入された。さらに2008年には、長尺ノンステップ車も導入されている。このように、長尺車が投入されるのは、前述のように当営業所の営業エリア内には大学をはじめ団地・大型住宅地が幾つも存在し、時間帯によっては一気には積みきれないほどの乗客があるためである。251号（三菱ふそう・エアロスター長尺ワンステップ車）は江ノ電開業110周年・江ノ電バス開業85周年を記念して「えのんくん号」として運行中である。2014年・2015年に短尺ノンステップ（QKG-MP38FK）が1台ずつ導入された。
稀にいすゞ車も導入されており、1996年式車までは富士重工製ボディが架装されている。エルガは唯一のワンステップ車が2004年式で、さらにノンステップ車が2009年式で数台それぞれ導入された。
中・小型車は、下倉田循環線が開設された際に新車のUDトラックス（旧:日産ディーゼル）製小型車・KC-RN211CSNと藤沢営業所から転属のいすゞ製中型車・P-LR312Fが配置された。2001年のひかりが丘循環開設の際には、日野製小型車リエッセが2台導入されてほぼ同線専用として使用されたが、車幅が短いことによる輸送力不足のためか、この2台は藤沢・横浜営業所へと相次いで転属となり、代わりに日産ディーゼル製小型車KK-RN252CSNが2台導入された。
また、2002年頃に横浜営業所より日産ディーゼル製中型ノンステップ車・KK-RM252GANが転属して下倉田循環線を中心に使用されるようになり、2006年にも新たに日産ディーゼル製中型車が導入された。2013年・2015年にも新たに三菱ふそう製中型ノンステップ車が1台ずつ導入された。2013年にも新たに日野製中型車が1台導入された。北本郷台線でも使用される。
特定車は、日産シビリアンが在籍し、マンション住民送迎と明治学院大学職員送迎を受託している。
2006年に、乗合車にドライブレコーダー（ルームミラー裏に設置され、事故の衝撃を受けた際に遡ってフラッシュメモリーに記録するビデオカメラ）が設置された。